# Процесс семидесяти двух
Процесс 72-х (бел. Працэс 72-х) — судебный процесс над участниками революционного и национально-освободительного движения в Западной Беларуси в Польской Республике.
Суд над белорусскими партизанами состоялся в апреле 1925 года в Гродно в здании окружного суда. 
Партизаны, среди которых были крестьяне, ремесленники и рабочие, в 1922—1923 гг. действовали в восточных уездах Белостокского воеводства и в районе Беловежской пущи. 
В 1922 г. они разрушили имение князя Яна Друцкого-Любецкого в Щучине и усадьбу осадника около Скиделя, взорвали железнодорожный мост на р. Котра и др. Суд приговорил партизан к тюремному заключению.